# Charles Fox (Ingenieur)

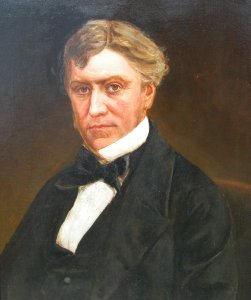
Charles Fox

Sir Charles Fox (* 11. März 1810 in Derby, Großbritannien; † 11. Juni 1874 in Blackheath, London) war ein englischer Bauingenieur und Unternehmer. Er spezialisierte sich auf Eisenbahnen, Bahnhöfe und Brücken und erwarb durch den Bau des Kristallpalastes großes Ansehen.

## Leben
Fox war der jüngste von vier Söhnen des Francis Fox. Zuerst sollte er wie sein Vater eine medizinische Karriere einschlagen, aber im Alter von 19 Jahren ging er zu John Ericsson nach Liverpool und arbeitete mit ihm und John Braithwaite an der Novelty-Lokomotive, die er in dem von der Liverpool and Manchester Railway veranstalteten Rennen von Rainhill fahren durfte. Er fand Gefallen daran, Lokomotiven zu fahren und wurde bei der Liverpool and Manchester Railway als Lokführer angestellt, eine damals begehrte und gut bezahlte Stellung.
1830 heiratete er Mary Brookhouse, die zweite Tochter von Joseph Brookhouse, mit der er drei Söhne und eine Tochter hatte.
Eine seiner ersten Erfindungen war eine Eisenbahnweiche. Sie wurde 1832 patentiert und ersetzte die vorher gebräuchliche Gleitschiene.
Robert Stephenson berief ihn 1834 als einen der Ingenieure für den Bau der London and Birmingham Railway, wo er später als bauleitender Ingenieur (resident engineer) für den Watfordtunnel und die Gefällstrecke von Camden Town zum Bahnhof Euston verantwortlich war, auf der Züge von einem umlaufenden Seil und ortsfesten Dampfmaschinen gezogen werden mussten. Für den Bahnhof konstruierte er das 61 m lange Dach einer Abstellhalle. Während dieser Zeit schrieb Fox eine Abhandlung über den Bau schräger Brückenbögen, die er vor dem Institute of British Architects vortragen konnte. 1837 wurde Herbert Spencer, dessen Vater George Spencer Fox’ Tutor gewesen war, sein Assistenzingenieur.

### Fox, Henderson & Co.
Fox wurde 1838 von Francis Bramah in die von seinem Vater Joseph Bramah gegründete Firma aufgenommen, die dann als Bramah, Fox & Co. tätig war. Nach Bramahs Tod 1841 nahm er John Henderson in das Unternehmen auf, das dann als Fox, Henderson & Co. firmierte und Betriebsstätten in London, Smethwick, und Renfrew hatte. Die Firma spezialisierte sich auf Eisenbahnausrüstung, Räder, Brücken, Dächer, Krane, Kessel und Gleisoberbau und produzierte außerdem Komponenten für Fachwerkbrücken und Hängebrücken, über die Fox 1865 einen Vortrag vor der Royal Society hielt.
Die Firma war für den Bau vieler wichtige Bahnhofsdächer verantwortlich wie zum Beispiel derer von Liverpool Tithebarn Street (1849–1850), Bradford Exchange (1850), Paddington und Birmingham New Street.

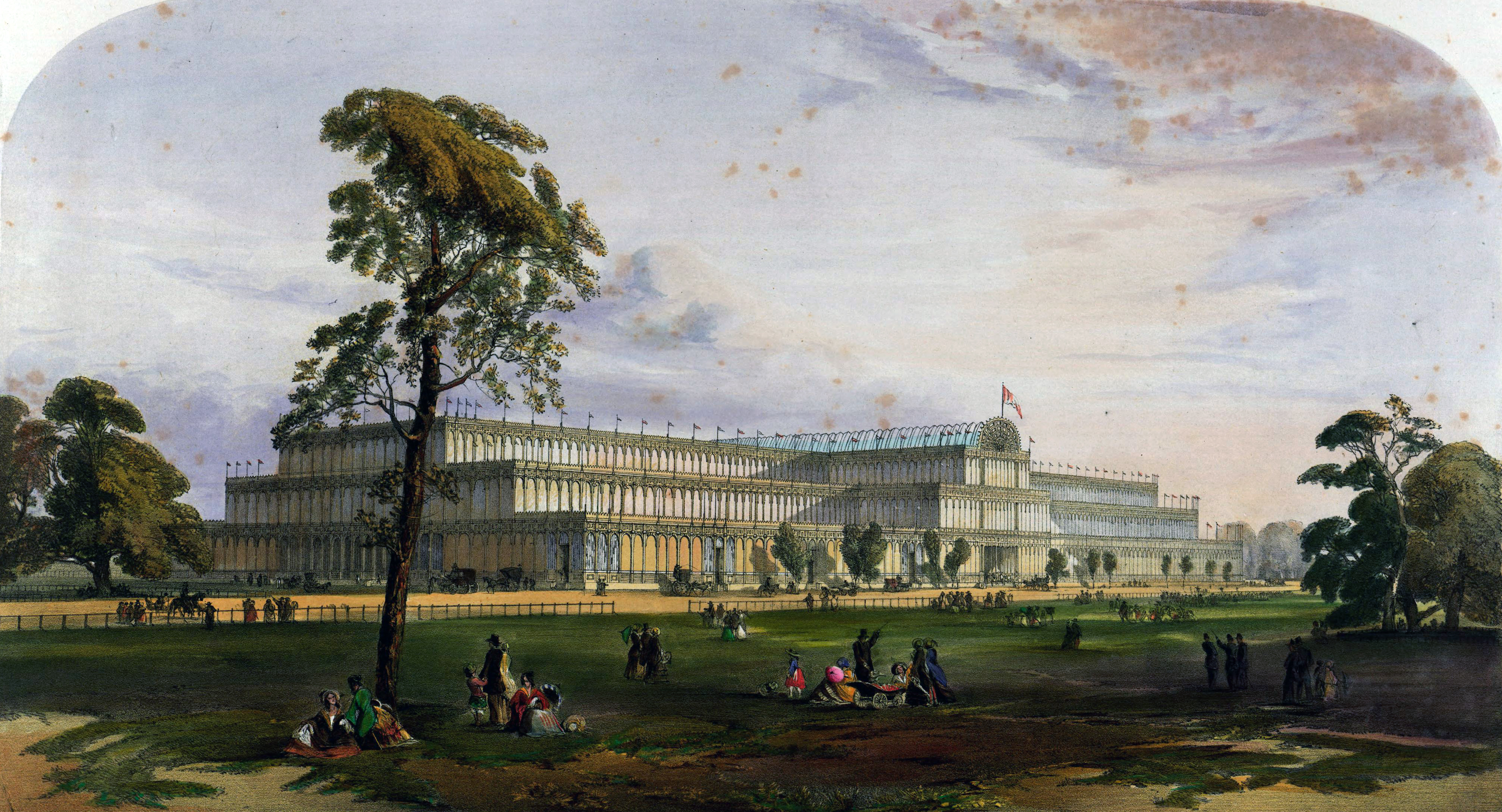
Crystal Palace

Kurz vor der Weltausstellung 1851 in London gelang es Fox und Henderson, in nur neun Monaten Joseph Paxtons Entwurf einer großen Ausstellungshalle aus Gusseisen und Glas umzusetzen in Werkpläne und Gussformen und den riesigen Crystal Palace rechtzeitig fertigzustellen. Henderson erkrankte kurz vor der Eröffnungsfeier und geriet in Vergessenheit, aber Fox wurde für diese außergewöhnliche Leistung ebenso wie Paxton und der mit der Bauüberwachung beauftragte William Cubitt am 23. Oktober 1851 als Knight Bachelor geadelt. Nach der Ausstellung baute Fox den Palast wieder ab und errichtete ihn ein zweites Mal für die Crystal Palace Company in Sydenham, dem heutigen Stadtviertel Crystal Palace.
Das Unternehmen war außerdem weiterhin im Eisenbahn- und Brückenbau tätig, so an der Medway-Brücke in Rochester (Kent) für die Thames and Medway Railway und einer Brücke über den Trent für die Great Northern Railway, an drei Brücken über die Themse, vieler Brücken der Great Western Railway und einer Drehbrücke über den Shannon in Irland. Große gusseiserne Hallendächer wurden für die Bahnhöfe in Edinburgh, Glasgow, Perth und Carlisle gebaut. Fox arbeitete außerdem für die Eisenbahnen Cork and Bandon, Thames and Medway, Portadown and Dungannonund und East Kent.
Fox, Brunel und Robert Stephenson begeisterten sich für die Idee eines Kanaltunnels und veranlassten erste Untersuchungen auf beiden Seiten des Ärmelkanals.
In Frankreich war Fox, Henderson & Co. an Abschnitten der Bahnstrecke Paris-Lyon und Lyon-Genf tätig und in Deutschland für die Taunus-Eisenbahn. In Berlin war das Unternehmen am Aufbau der Berlin Waterworks Company beteiligt, außerdem in den Häfen von Kiel und Korsør in Dänemark tätig, sowie mit der Trockenlegung des Haarlemmermeer befasst und am Bau der Nikolaus-Kettenbrücke in Kiew und der Széchenyi-Kettenbrücke in Budapest beteiligt. Die zu schlechten Bedingungen übernommenen Aufträge für ein Hafenbecken in Paris und für die Bahnstrecke Roskilde-Korsør in Dänemark überstiegen die finanziellen Grenzen der Firma, die schließlich in Konkurs ging.

### Sir Charles Fox & Sons
Nach dem Zusammenbruch seines Unternehmens gründete Charles Fox im Herbst 1857 das Ingenieurbüro Sir Charles Fox & Son mit seinem ältesten, damals 17 Jahre alten Sohn Douglas Fox, der deshalb das beabsichtigte Studium am Trinity College aufgeben musste. Einer der ersten Aufträge war ein Gutachten über die Sicherheit der von John A. Roebling gebauten Niagara Falls Suspension Bridge, der ersten Hängebrücke für Eisenbahnen. Im folgenden Jahr wurde er zum beratenden Ingenieur für die Cape Town Railway & Dock Company bestellt, die den Bau der ersten Eisenbahn Südafrikas vorbereitete.
Nach einem schweren Unfall im Jahr 1861 wurde auch sein zweiter Sohn Francis in das Ingenieurbüro aufgenommen, das seit 1865 unter dem Namen Sir Charles Fox & Sons auftrat.
Fox & Sons wurden von den Government Railways of the Colony of Queensland beauftragt und empfahlen eine Schmalspurbahn für die Southern and Western Railway of Queensland, die auch ausgeführt wurde, wobei sie für zwei Abschnitte zum bauleitenden Ingenieur bestellt wurden. In Kanada hatten sie die Bauüberwachung für den Bau von 640 km Bahnstrecke für die Toronto & Nipissing Railway Company. Fox wurde so zum Experten für Schmalspur-Eisenbahnen. Zusammen mit George Berkley baute er die erste Schmalspurbahn in Indien.
Fox & Sons planten auch die Brücken und die Linienführung in Battersea für die London, Brighton and South Coast Railway, London, Chatham and Dover Railway und London and South Western Railway und die Hinführung zur Victoria Station in London, einschließlich der Verbreiterung der Grosvenor Bridge (Victoria Railway Bridge) über die Themse.
Fox starb 1874 im Alter von 64 Jahren in seinem Haus in Blackheath und wurde im Nunhead Cemetery begraben.
Seine Söhne führten das Ingenieurbüro weiter unter dem Namen Douglas Fox & Partners. Später wurde es bekannt als Freeman Fox & Partners und ist heute in zahlreichen Ländern tätig als Hyder Consulting.

## Ehrungen
Fox war seit 1838 Mitglied der Institution of Civil Engineers, ein Gründungsmitglied der Institution of Mechanical Engineers von 1856 bis 1871 und Mitglied der Royal Asiatic Society und der Royal Geographical Society.